# Чемпионат Брестской области по футболу
Чемпионат Брестской области по футболу — областное соревнование белорусского футбола среди любительских команд. С 1992 года проводится под эгидой Брестской областной Федерации футбола.

## Формат соревнования
До 2016 года включительно чемпионат долгое время (как минимум с 2007 года) проводился в следующем формате: на первом этапе команды разбиты на две географических зоны, «Запад» и «Восток» (за исключением сезона-2009, когда количества команд-участниц не хватило на зональное деление). Лучшие команды выходят в плей-офф, играемый по олимпийской системе (в некоторых сезонах — по четыре команды из каждой зоны составляли четвертьфинальные пары, в некоторых проводились только финалы и матчи за третье место между командами, занявшими 1-е и 2-е места в своих зонах соответственно).
В сезоне-2017 стадию плей-офф заменила финальная группа, в которую попадали по четыре лучших команды каждой группы, где и разыгрывались места с 1 по 8. Играют матчи дома и на выезде с представителями противоположной зоны с сохранением результатов шести матчей, проведённых в зональных соревнованиях.
Начиная с сезона 2021, областные чемпионаты были интегрированы в структуру Второй лиги, представляя собой первый, региональный этап соревнования. В связи с этим, официальные чемпионаты областей в отдельном формате не проводились.

## Чемпионы и призёры
| Сезон | Чемпион                      | Серебряный призёр                       | Бронзовый призёр                 |
| ----- | ---------------------------- | --------------------------------------- | -------------------------------- |
| 2007  | ПМК-7 (Ганцевичи) (1)        | BRW (Брест)                             | Фрост (Дрогичин)                 |
| 2008  | Фрост (Дрогичин) (1)         | Волна-2 (Пинск)                         | Барановичи-2-Атлант (Барановичи) |
| 2009  | ФК Пружаны (Пружаны) (1)     | BRW (Брест)                             | ФК Кобрин (Кобрин)               |
| 2010  | ФК Пружаны (Пружаны) (2)     | Дружба-Барановичи (Барановичский район) | Строитель (Столин)               |
| 2011  | ФК Кобрин (Кобрин) (1)       | Линко (Ивацевичи)                       | ФК Пружаны (Пружаны)             |
| 2012  | ФК Кобрин (Кобрин) (2)       | Колос-Дружба (Городище)                 | Ганцевичи-Сузорье (Ганцевичи)    |
| 2013  | ФК Ганцевичи (Ганцевичи) (1) | Брестжилстрой (Брест)                   | Белсолод (Ивановский район)      |
| 2014  | Брестжилстрой (Брест) (1)    | ФК Малорита (Малорита)                  | Берёза-2010-2 (Берёза)           |
| 2015  | Брестжилстрой (Брест) (2)    | ФК Иваново (Иваново)                    | Нива (Долбизно)                  |
| 2016  | Припять (Ольшаны) (1)        | Брестжилстрой (Брест)                   | ФК Ивацевичи (Ивацевичи)         |
| 2017  | Брестжилстрой (Брест) (3)    | Рух (Брест)                             | ФК Ивацевичи (Ивацевичи)         |
| 2018  | Новая Припять (Ольшаны) (2)  | ФК Ганцевичи (Ганцевичи )               | Брестжилстрой (Брест)            |
| 2019  | Новая Припять (Ольшаны) (3)  | Нива-Долбизно (Каменецкий район)        | Брестжилстрой (Брест)            |
| 2020  | Брестжилстрой (Брест) (4)    | ФК Ольшаны (Ольшаны)                    | Атлант (Кобрин)                  |

### Сводная таблица
| Клуб                                | Чемпион                    | Серебряный призёр | Бронзовый призёр |
| ----------------------------------- | -------------------------- | ----------------- | ---------------- |
| Брестжилстрой (Брест)               | 4 (2014, 2015, 2017, 2020) | 2 (2013, 2016)    | 1 (2018)         |
| Новая Припять (Ольшаны)             | 3 (2016, 2018,2019)        | 1 (2020)          | 0                |
| Атлант (Кобрин)                     | 2 (2011, 2012)             | 0                 | 2 (2009, 2020)   |
| ФК Пружаны (Пружаны)                | 2 (2009, 2010)             | 0                 | 1 (2011)         |
| ФК Ганцевичи (Ганцевичи)            | 1 (2013)                   | 1 (2018)          | 1 (2012)         |
| Фрост (Дрогичин)                    | 1 (2008)                   | 0                 | 1 (2007)         |
| ПМК-7 (Ганцевичи)                   | 1 (2007)                   | 0                 | 0                |
| BRW (Брест)                         | 0                          | 2 (2007, 2009)    | 0                |
| Колос-Дружба (Городище)             | 0                          | 2 (2010, 2012)    | 0                |
| Нива (Долбизно)                     | 0                          | 1 (2019)          | 1 (2015)         |
| Волна-2 (Пинск)                     | 0                          | 1 (2008)          | 0                |
| Линко (Ивацевичи)                   | 0                          | 1 (2011)          | 0                |
| ФК Малорита (Малорита)              | 0                          | 1 (2014)          | 0                |
| ФК Иваново (Иваново)                | 0                          | 1 (2015)          | 0                |
| Рух (Брест)                         | 0                          | 1 (2017)          | 0                |
| ФК Ивацевичи (Ивацевичи)            | 0                          | 0                 | 2 (2016, 2017)   |
| ФК Барановичи-2-Атлант (Барановичи) | 0                          | 0                 | 1 (2008)         |
| Строитель (Столин)                  | 0                          | 0                 | 1 (2010)         |
| Белсолод (Ивановский район)         | 0                          | 0                 | 1 (2013)         |
| Берёза-2010-2 (Берёза)              | 0                          | 0                 | 1 (2014)         |